# Gimnazjum Żeńskie w Mińsku

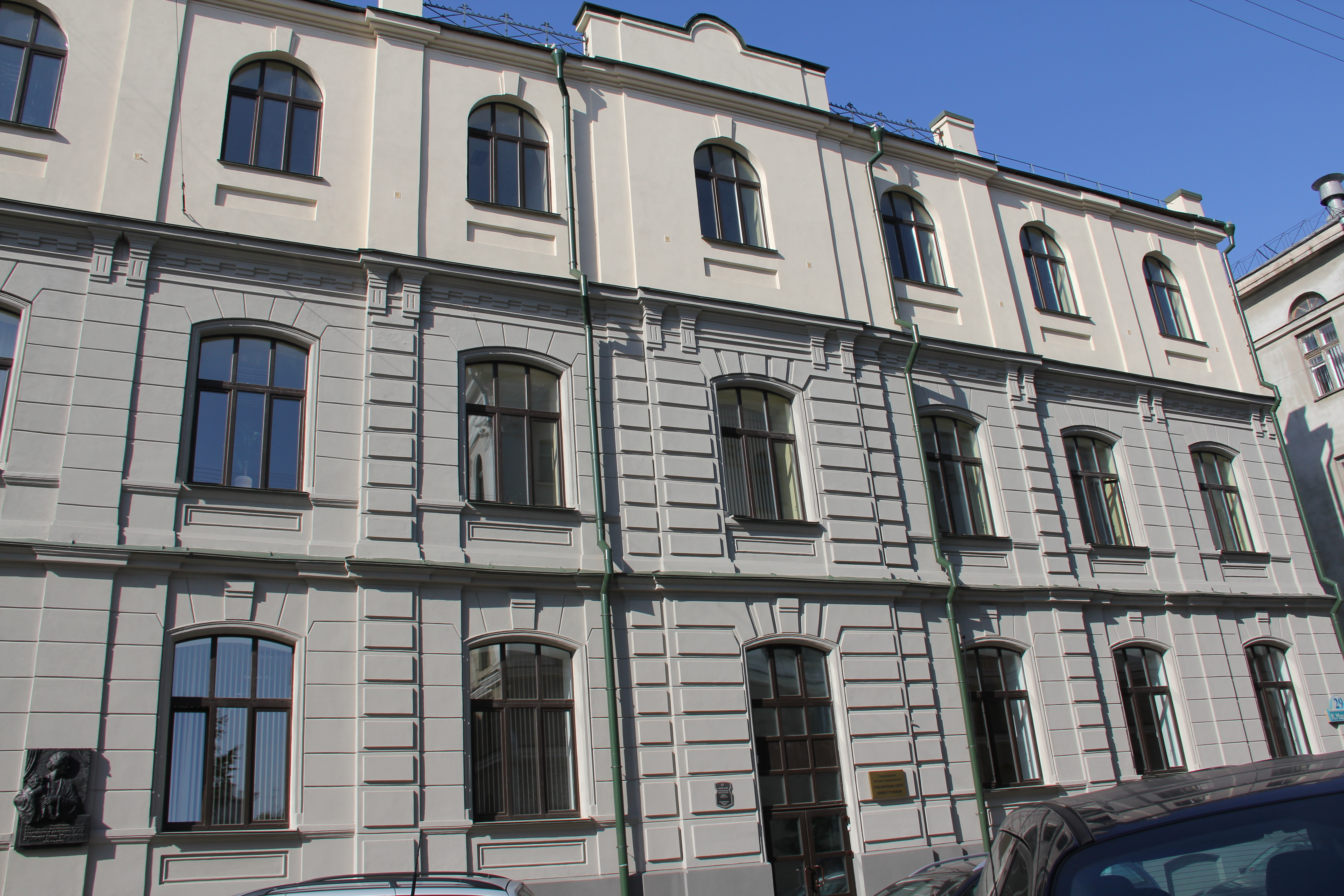
Obecny wygląd dawnego gimnazjum żeńskiego

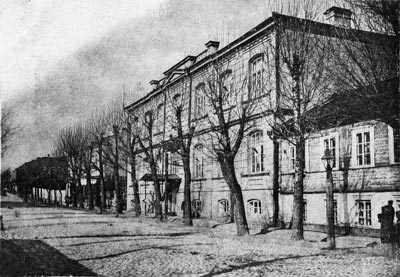
Gimnazjum żeńskie pod koniec XIX wieku

Gimnazjum Żeńskie w Mińsku (biał. Марыінская жаночая гімназія, Maryinskaja żanoczaja himanzija) – szkoła średnia przeznaczona dla dziewcząt powstała w połowie XIX wieku, od 1879 roku mieszcząca się w budynku przy obecnej ulicy Karola Marksa 29.

## Siedziba
Budynek gimnazjum został zbudowany w 1879 roku w stylu eklektycznym z elementami neogotyku przy ówczesnej ulicy Podgórnej (Padhornaja) – obecnie Karola Marksa 29. Był zaprojektowany na planie prostokąta, liczył dwa piętra (w latach trzydziestych dobudowano trzecie zakończone attyką), nieotynkowana fasada pokryta była czerwoną cegłą. Okna miały charakter łukowy, zajmowały prawie całą kondygnację pięter.
Od 1925 do 1932 roku w gmachu mieścił się Komunistyczny Uniwersytet Białoruskiej SRR im. Lenina, a od 1933 roku Muzeum Kartografii Białoruskiej Socjalistycznej Republiki Radzieckiej.